# Lista primarilor din Vatra Dornei
Această listă cuprinde primarii localității Vatra Dornei, din secolul al XVII-lea până în prezent.

## Primarii satului, târgului și orașuluiVatra Dorneide la 1650 până în prezent,așa cum au fost aflați în cronicile timpului
- Petre-Vataman din Dorna 1650

## Perioada austro-ungară (1774-1918)
- Filip Iuga-vornicul 1774-1783
- Gherasim Pistele 1801-1821
- Chirila Buzilă-primar 1822
- Iacob Popescu - vornic 1823-1842
- Gheorghe Burcă - primar 1842-1852
- Filip Țâcșa 1852-1865
- Ion Ungureanu 1865-1866
- Ion Brad 1866-1871
- Andrei Iugan 1871-1872
- Ioniță Cozan 1872-1875
- Vasile Deac 1875-1902
- Simion Irinar 1902-1907

- Ilie Odochean 1907-1908
- Gheorghe Deac-Magica 1908-1910
- Ștefan Forfota 1910-1917
- Iulius Weber 1917-1918

## Perioada interbelică (după unirea Bucovinei cu România) (1918-1947)
- Petru Forfotă 1918-1926[1]
- Pavel Iuga 1926-1927
- Petru Forfotă 1927-1928[2]
- Marcu Niculiță 1929
- Dr. Gheorghe Spânu 1929-1931
- Petru Forfotă 1931
- Farm. Menelau Sibila 1932
- Ignatie Rusoi 1932-1934
- Petru Forfotă 1934-1937
- Vasile Grigorovici 1938
- Alexandru Pedimonte 1938
- General Dumitru Rădulescu 1938-1939
- Teofil Nichitovici 1939
- Dumitru Iliuț 1939-1940
- Av. Dumitru Paulescu 1940-1941
- Ing. Vlad Climchevici 1941-1943
- Dr. Constantin Ungureanu 1944
- Notar Leon Mănescu 1944
- Av. Octavian Feodorciuc 1944-1945
- Av. Eugen Forgaci 1945-1947

## Perioada comunistă (1947-1989)
- Gheorghe Pușcaș 1947-1949
- Traian Buhariuc 1949-1953
- Vasile Iacob 1953
- Euzebiu Bizom 1953-1954
- Gheorghe Cureliuc 1954-1956
- Constantin Toderean 1956-1957
- Gheorghe Cureliuc 1957-1958
- Sabin Oanea 1958-1959
- Victor Toderean 1959-1961
- Ștefan Hurudei 1961-1963
- Dumitru Mușatescu 1964-1968
- Ștefan Blanaru 1968
- Grigorie Voinescu 1968-1970
- Traian Asmarandei 1970-1972
- Ion Nedelea 1972-1973
- Dumitru Hreciuc 1973-1979
- Tarniceriu Ioan 1980-1983
- Petru Țaranu 1983-1986
- Ioan Cornețchi 1986-1989

## Perioada postdecembristă (1989- prezent)
- Nicolae Gavrilescu 1989-1990
- Otto Turnețchi 1990-1991
- Alexandru Macovei 1991-1992
- Petru Țaranu 1992-1996
- Ioan Moraru 1996-2000
- Constantin Huțanu 2000-2008
- Ioan Moraru 2008-2012
- Ilie Boncheș 2012 -2020